# 诺彦·罗卜僧图布丹吉格木德扎拉僧
诺彦·罗卜僧图布丹吉格木德扎拉僧（1820年—1877年），蒙古族，图什业图旗（今内蒙古自治区科尔沁右翼中旗）人，第四世诺彦活佛。

## 生平
清朝嘉庆二十五年（1820年），四世葛根罗卜僧图布丹吉格木德扎拉僧转生。他是图什业图亲王诺日布林沁的第五子。直到25岁时登上葛根之位。这是因为此前其父诺日布林沁反对其出家为僧，而供奉葛根的其他九个旗坚持将诺日布林沁的第五子确认为葛根。为此，双方在清朝道光三十年（1850年）上告至道光帝，最终，理藩院裁定其为葛根，道光帝封其为“巴格西葛根”，平息了此次争端，图什业图亲王诺日布林沁乃答应将其送到庙内为僧。清朝皇帝还曾赐给第四世葛根“象牙虎贲”权杖一根，其上雕有龙（此权杖一直藏在葛根庙内，毁于文化大革命中）。
第四世葛根于清朝光绪三年三月二十四日（1877年）圆寂，享年58岁。临终前，他留有遗言：不准埋葬或焚尸，不准用刀器肢解遗体。故他死后，其遗体被曝干，其家中派人赴葛根庙，将遗体涂上一层很厚的饰物，置于葛根陵内。第四世葛根遗体于1958年迁至广寿寺内，1966年文化大革命中遭红卫兵焚毁。